# トルコの教育
トルコの教育として、この項目ではトルコにおける教育を解説する。

## 概要
トルコおける教育は、就学前教育から高等教育まで段階ごとに分かれて構成されている。トルコ共和国では男女共全国民に対し、5歳半から開始される12年間の義務教育が行われている。この教育システムでは、義務教育を終えたすべての学生に対し“中等教育修了証書”が与えられる。
トルコは4+4+4 教育システムを採用しており、教育段階は以下となる。
- 就学前教育（保育園または幼稚園）
- 初等教育前期（小学校, 4年） - 義務教育
- 初等教育後期（中学校, 4年） - 義務教育
- 中等教育（高校, 4年） - 義務教育
- 高等教育（大学）

トルコにおける現代教育システムは、自由と個人の違いを尊重し、個々の宗教、言語、民族の違いを区別することなく平等な人間が存在する社会を尊び、トルコの科学、芸術、宗教、言語の発展を支え、そして圧力や禁止と離れ自由な個人を育成することを目的としている。
同時にこの教育システムにおける初等教育学校の児童・生徒は、職業教育または子供たちの関心や才能を開花させる教育に重点を置いている。

## 初等教育まで

### 就学前教育
3歳から。子どもたちの初等教育前準備として与えられる教育のことを指す。就学前教育は義務ではないが、政府や教育関連組織は就学前教育を推進している。

### 初等教育前期（小学校教育）
66ヵ月に達した児童（5歳半）は小学校で学習する。保護者は児童の学校開始の際、様々な問題があるかどうかについて知るために、彼らが学校教育を受けるに適当であるかどうかについて書かれた報告書を医師から得られるようになっている。 学校教育開始に適当であるとされた子供たちは、インターネット上で自動的に各住所に最も近い小学校の1年生として登録される。最初の4年間、すなわち小学校では、それ以降の中等教育等と比較すると容易な事項が教えられる。まず3か月間の準備プログラムが組み込まれる。この児童たちは2年生以降に英語、また4年生以降は宗教文化と道徳知識の授業を必修科目として学習する。同時に、より多くの視覚的・聴覚的器具を用いた教育が行われる。

### 初等教育後期（中学校教育）
中学校入学は、小学校入学と同様インターネット上から登録が行われる。 後期すなわち中学校は、生徒たちが、より自由な個人として市民社会と民主政治を理解する必要性があるとして、教育期間内で自由権と決定変更権を保持する機会を与えている。中学校の目的は、職業的な、または生徒たちの才能に応じた教育を保障することにある。このため、選択授業が行われることも保障されている。 中学校における選択制授業に関しては、宗教と道徳、言葉と表現、外国語、科学と数学、芸術、スポーツ、社会科学といった学問領域がある。生徒は、希望する学問領域から希望する授業を週に8時間選択する。中学校における必修授業以外の選択授業は、生徒たちまたは生徒の両親の希望と好みに基づいて受ける権利が与えられている。

## 中等教育

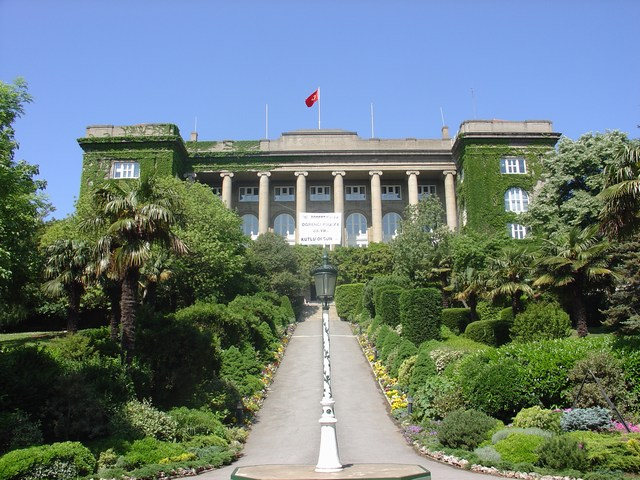
Robert College （イスタンブール）

高校入学は、8年生すなわち中学校4年生の終わりに行われる基礎教育から中等教育への及第制度（TEOG）によって明らかにされる。この試験は、中学校で行われた授業の内容から作られている。2013年実施を最後に廃止された。
トルコにおける高校の種類としては
- 職業高校
- アナドル高校
- 普通高校
- 夜間高校

に分けることが出来る。
政府は現行の通常高校をアナドル高校化し、またその他の高校を職業高校にまとめる政策を進めている。1-3年生の間は欠席可能日数が10日間である一方、4年生では45日となっている。この理由は、最終学年にある生徒たちの大学入試準備のための追加期間として定められている。 夜間高校は、大学における第2教育として見なされる場合がある。オープン・エデュケーションを実施する高校に属していたり、高校を卒業していない人々が中等教育修了証明を獲得するために開校された。 アナドル高校や普通高校では、生徒たちは理系科目、文系科目、教養科目、言語に重点を置き、高校2年生以降各々の領域を選んで授業を受け始める。このシステムは、職業高校や商業高校においても同様である。< 生徒は2年目から自身の職業に関連する領域を選択する。また10-12年生にはインターンシップとして仕事を行う義務がある。生徒たちはインターンシップを通じ、自身の職業と関連したワークライフを学び、給料を得、そしてインターンシップを行った職場から仕事に関する知識を得ている。

## 高等教育
現在の大学入試は2度の試験で構成されている；
- 大学入試一次試験（YGS）
- 学部決定試験（LYS）

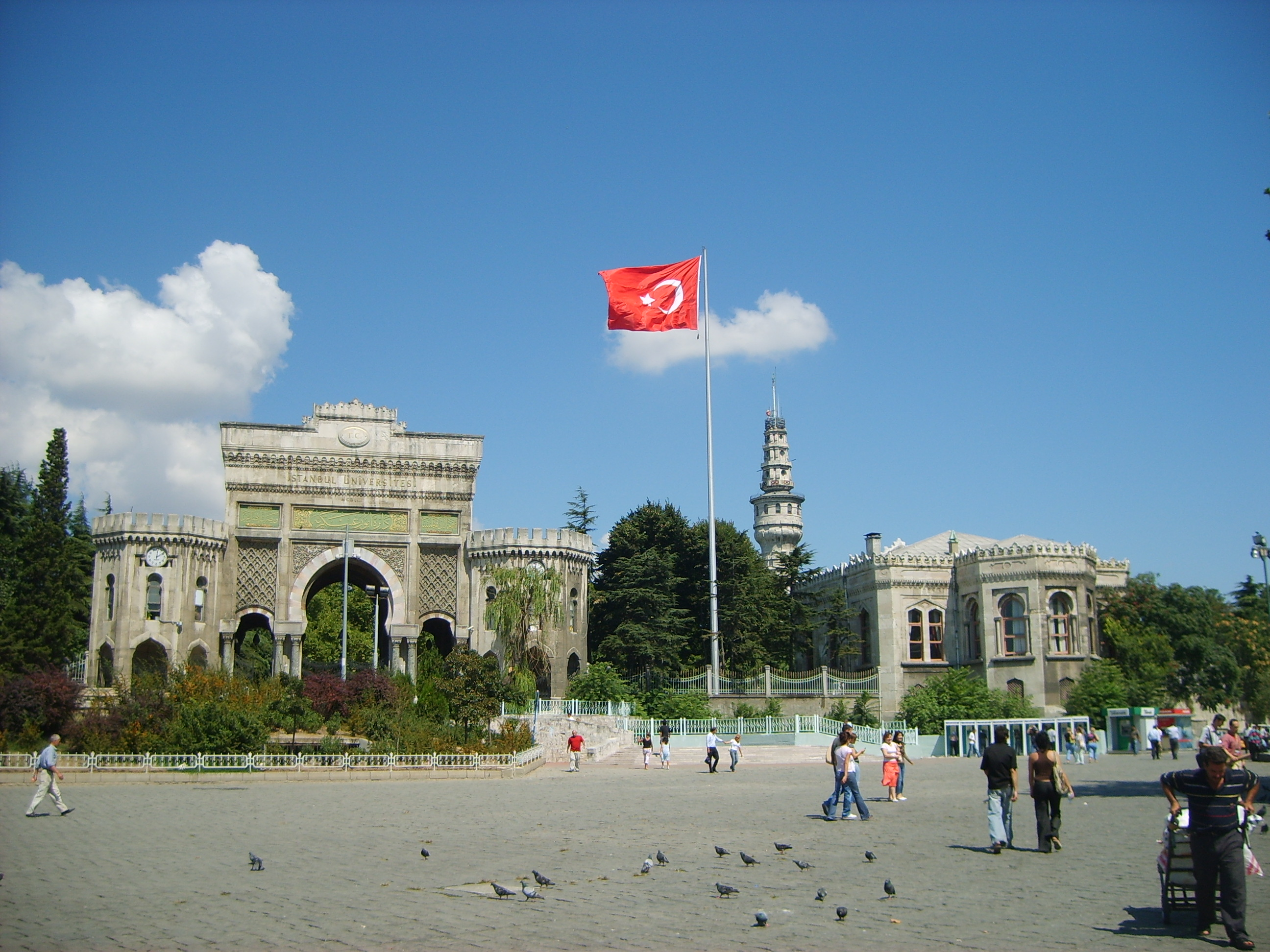
イスタンブール大学

全ての学生はYGSを受験し、YGSは各高校に共通した内容で行われる授業から問題が構成される。これらの中には；
- 基本数学
- 基本科学
- 言語と表現
- 歴史
- 革命史（トルコ共和国建国時）
- 国家防衛論
- 基本地理
- 哲学がある。

高校生はみな、どの学校・学部に所属していようとこれらの基本授業をとり、試験を受けている。職業高校・技術高校の学生はYGSの受験のみで良いとされる一方、アナドル高校や普通高校の学生はLYSも受験する。LYSはそれぞれの学部により試験が異なる。
- LYS1: 数学と幾何学の試験である。授業コードはMat2。教養系の学生も理系の学生も受験する。しかし希望すれば文系の学生も受験が可能であり、理系または教養系の学部に入学することが出来る。
- LYS2: 理系学生が学んだ科学に関する内容が問われ、理系学生のみが受験するが、希望すれば文系または教養系の学生も受験が可能。理系の学部に入学することが出来る。
- LYS3: 文学の試験である。教養系または文系の学生が受験するが、希望すれば理系学生も受験が可能である。文系または教養系の学部に入学出来る。
- LYS4: 文系学生が学んだ文化史、地理、社会学、心理学、論理学の内容が含まれる。希望すれば教養系または理系の学生も受験することが出来、試験後は文系学部に入学可能。
- LYS5: 外国語試験である。外国語学部の学生が受験するが、希望次第で理系、文系または教養系の学生も受験が可能。試験後は外国語学部に入学することが出来る。
- 特別能力試験：YGSを受験した後、入学を希望する大学によっては特別能力試験を行う大学もある。この試験を受験するのであれば、LYSの受験は絶対条件ではない。大学または学部によって異なる。

基本的に高等教育は学部と高等学校として2つに分けられる。学部は一般的に4年間、高等学校は職業高校や商業高校の卒業生向けで2年間の教育が行われている。
トルコでは大学から退学させられるということはない。大学で学ぶ学生は、成績状況を鑑みた上で希望によっては転校が可能である。また選んだ学部で最初の年に学んだクラス以降、2年目は自身の学部の授業を選びながら学習する（高校教育と同様である）。しかしこの制度は大学によって異なる。
トルコでは大学に進学するために一次教育、二次教育、オープン・エデュケーションなどを始めとする3種の異なる教育部門が存在する。
- 一次教育：通常の教育活動のことを指す。
- 二次教育：夜間または週末に行われる教育活動のことを指す。一般的に教育水準は一次教育と比べ低いとされる。
- オープン・エデュケーション：大学での授業への参加は義務ではなく、試験のみ受ける。

また、人々にとって支出とされる寄付金は、一次教育とオープン・エデュケーションではとられていない。学生寮に入るすべての学生は、1か月につき150トルコ・リラの寮費を支払わずに済むという支援を受けることが出来る。
また大学教育を終えた者は、大学院入学試験（ALES）を受験し、大学院で教育を受けることが出来る。これは修士教育と呼ばれ、修士論文のあるものとないものに分けられる。
修士論文が必要な大学院プログラムの目的は、学生が科学的研究を行いながらの情報収集能力、それらの情報の評価能力、そして意見する能力を獲得することである。修士論文を必要としない大学院プログラムの目的は、学生たちに職業に関しての豊富な知識を獲得させ、現存の知識が、その知識を応用させた場合にどのように利用されるのかを示すことである。博士課程は、何らかの学部や高等学校を終えた後に、そこでの科学部門において試験と科学的研究を用いて獲得される段階のことを指す。

### 入試制度の経緯
大学学生選抜・入学試験は、1974, 75年には同日中の朝と昼以降それぞれ2回に分けて、1976-80年にかけては同日中朝昼分けずに行われた。1981年以降は2段階に分けた試験が行われるようになった。2段階別試験システムにおける第1段階である大学学生選抜試験（ÖSS）は4月に、第2段階である学生入学試験（ÖYS）は6月に行われる。
1974年以降、受験生の中から高等教育プログラム（大学）に関する希望がとられるようになり、受験生の成績と希望に沿った高等教育プログラムが作られた。
1982年以降は、中等教育が教育機関から受験生の成績表を集めるようになった。またこの成績は中等教育進捗係数（OBP）の名の元、一定の割合で試験の成績に加えられた。
1987年以降は大学プログラムに関する好み・関心が明らかな学生たちに対しては、全ての科目の試験を受けずに、個々に必要な科目を受ければよいという仕組みがとられるようになった。
1999年には2段階試験の2次試験（大学入試、ÖYS）が廃止され、試験はÖSSのみとなった。この変更に伴い、いくつかの大学試験の成績等にも変更があった。また中等教育機関がÖSSの平均点によってランク付けされることに伴い作られた重点別中等教育進歩係数（AOBP）が測定されるようになり、中等教育を修了した生徒たちが同じ分野（エンジニアならエンジニア、外国語なら外国語などといった）の高等教育機関に進んだ際にAOBPが高く、異なる分野の高等教育機関に進学した際にAOBPが低いといった問題が生じた。ÖSSにおいては質問の種類やテーマの偏り・項目などに変更は見られなかった。

2003年にはÖSSとAOBPから成る制度のうちAOBPが占める割合に変更があった。

2006年に行われた変更に伴い、問題の一部がそれまでÖSSで問われていたような形式になり、また一部の問題は全て高校で扱われる内容で構成された。試験は1次試験のみの形式が続いた。

## 歴史

### 教育現場改革
- 教育統合法採択（1924年）：全ての教育組織は国民教育相省の元に置かれるようになった。
- トルコ語表記のラテン・アルファベットへの変更（1928年）：アルファベット表記がトルコ語に存在する音によりふさわしく、また理解が容易であることにより、この変更に伴って識字率が上昇した。
- トルコ歴史協会設立（1931年）：正式にトルコ歴史協会として称号を得たのは1935年。協会は、国民の歴史認識向上を支えた。
- トルコ言語協会設立（1932年）：正式にトルコ言語協会として称号を得たのは1936年。協会は、トルコ語を平易で豊かなものとすることを目的としている。

イスタンブール大学は1933年に正式に教育を開始した。
歴史上、トルコにおいて、一機関としての教育の他社会においても教育を行ってきた団体や組織があり、今日でもなおその姿を残している。社会教育は、学校教育に並んでトルコ共和国の文化とアイデンティティの一役を担っている。
今日のトルコには、（アタテュルクが示した、共通の過去を持ち今日、或いは将来的な共存を望むトルコ共和国国民である）クルド人、ラズ人、チェチェン人、アルメニア人、ユダヤ人、ギリシア人、そしてその他の文化圏で暮らす人々がいるため、社会教育にも非常に多くの多様な事例がある。
1926年3月2日に承認された”教育組織に関する法”は、教育業務を取り決めた。この取り決めに伴い、国民教育は管理下に置かれることになった。
トルコでの教育システムは、世界視点で教育を見るにせよ、哲学的事実を理解するにせよ、曖昧な印象よりもより一層ダイナミックで、疑う力をつけるような方法を提示している。教育は継続を必要とする哲学である。
具体例として、システムが教育モデルを形成する際、暗記型教育を教育システムから取り除くという手段を、あらゆる教育哲学に応用する代わりに、どの教育メソッドが、どのような状況下で有益・無益であるのかを明確にし、そしてその明確にされた状態で何を行って教育の基本目的に正しく適用させることが効果的な業務を行うことに繋がるのかなどが問われる。
大学学生選抜試験で教育係数が発表されるということは、この方法によってもたらされるものである。一般的に、個々の差を生み出すという印象を与えたとしても、この係数が正確に発表されることで、システムと個々の成功の双方に貢献している。このアプローチ法の先頭を切った人物の1人が、ベルタランフィ（Bertalanffy L., von. 1901年-1972年）であった。彼のシステムが知られている一方で、個々人に関する内心の哲学的思考の行動形態を研究したことに関しては知られていない。
教育に関する取組調査においては、個々人に関する基本的な3つの要素（教育理論、教育思想論、教育方法論）が存在すると考えられている。